# Shirley Plantation
La Shirley Plantation è una residenza padronale di piantagione collocata sulla riva nord del James River, a Hopewell, nella contea di Charles City, in Virginia, non lontana dalla strada che collega Richmond con Williamsburg. La Shirley Plantation era la più antica piantagione presente in Virginia, appartenente alla più antica famiglia a condurre affari in Nord America in quanto i suoi primi membri giunsero nell'area nel 1614 ed iniziarono ad acquisire una discreta fortuna dal 1638. La piantagione è stata compresa nel National Register nel 1969 ed è stata dichiarata National Historic Landmark nel 1970.

## Storia

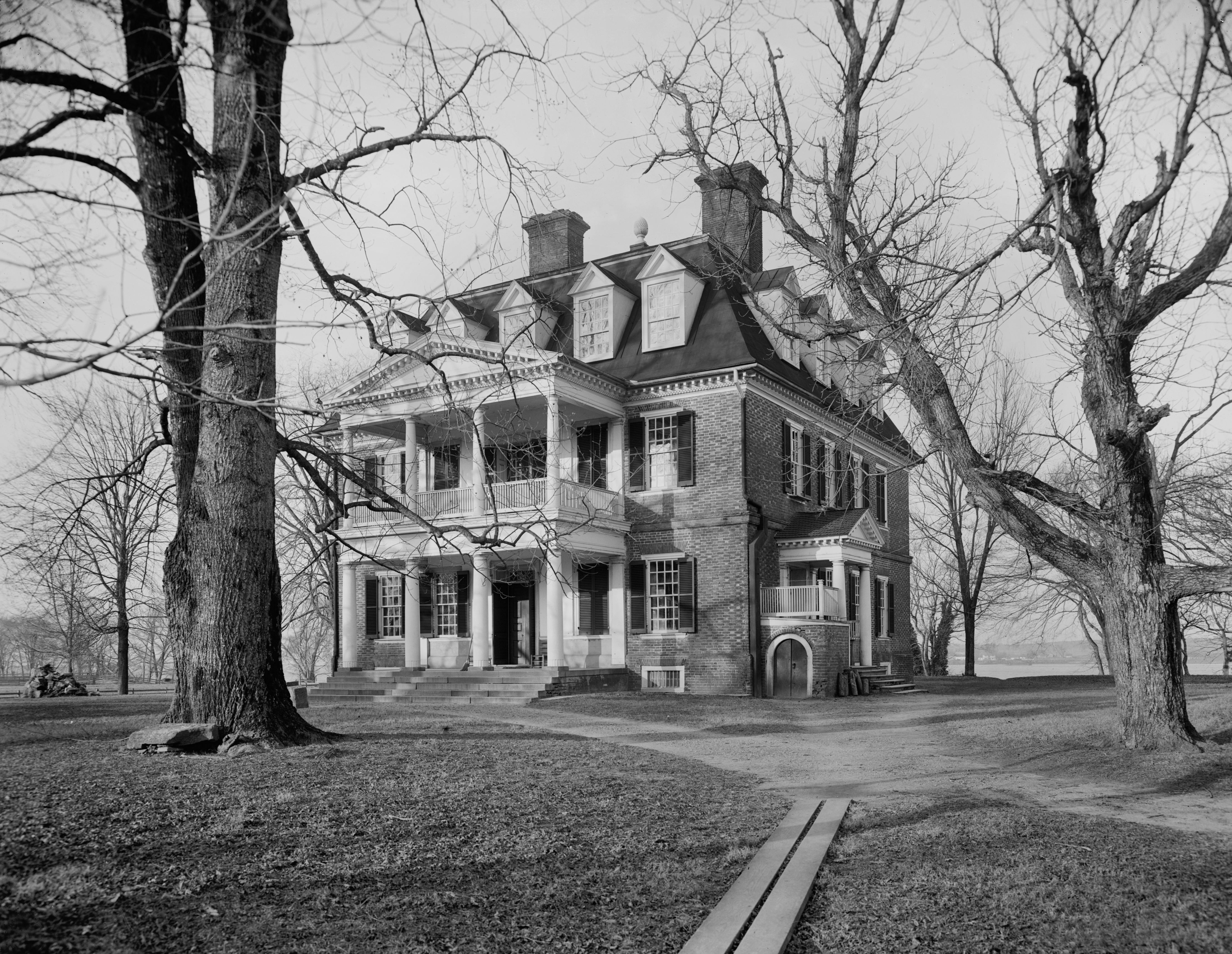
La Shirley Plantation, c. 1900-1906. Foto di William Henry Jackson.

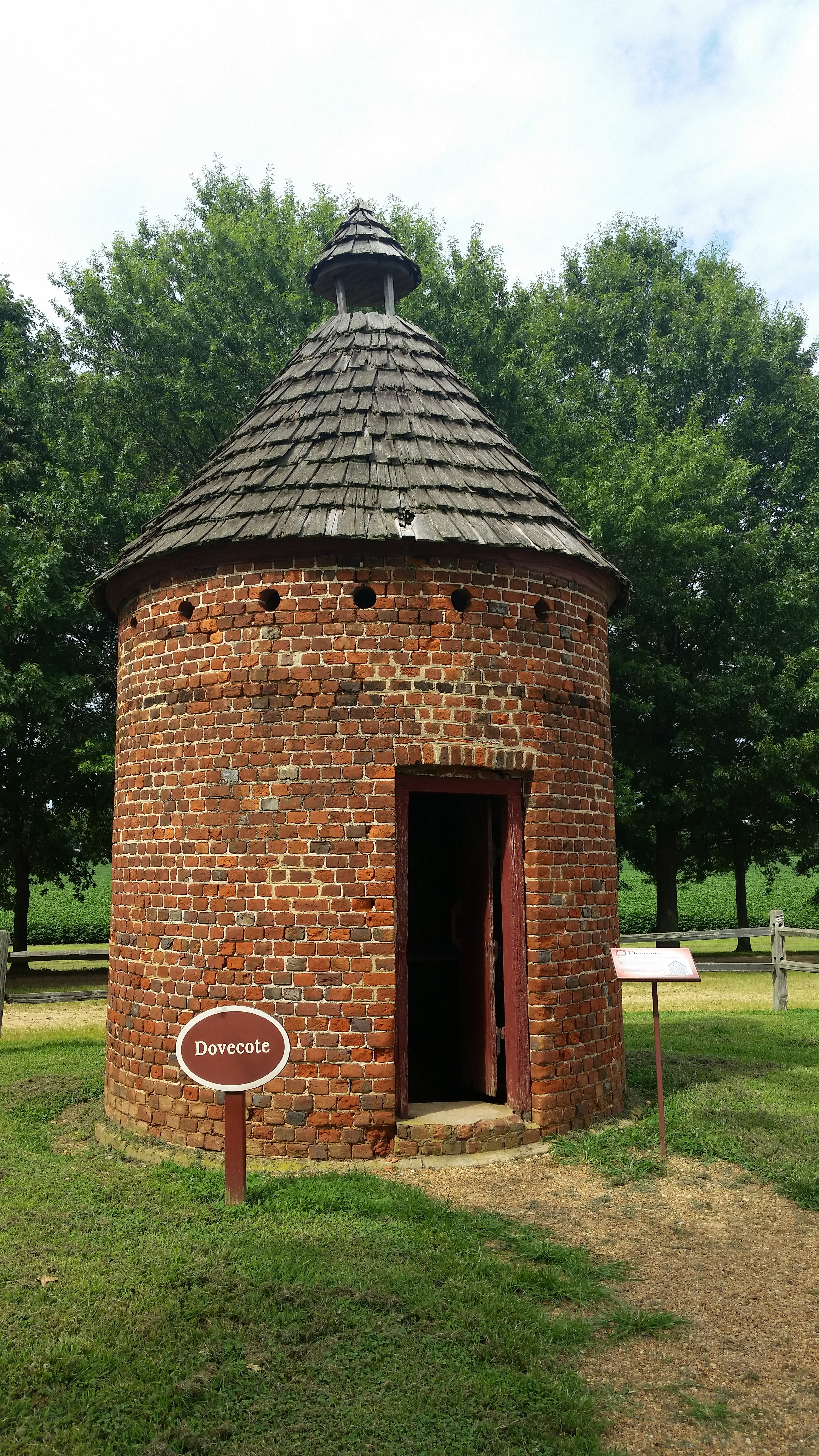
La piccionaia della Shirley Plantation

Le terre della Shirley Plantation vennero occupate nel 1613 da sir Thomas West, III barone De la Warr e vennero denominate "West and Sherley Hundred". La terra veniva coltivata per la crescita del tabacco da riportare poi in Inghilterra per essere venduto.
Nel 1638, parte di queste terre venne concessa a Edward Hill, facendo sì che l'area venisse occupata dalla famiglia Hill. L'originale appezzamento di 4000 m2 venne espanso tramite matrimoni e graduali acquisizioni terriere. La terra passò ad Edward Hill II che fu tra i proprietari della Ribellione di Bacon nel 1676. Questi si schierò col governatore William Berkeley, ed i ribelli di Bacon saccheggiarono la sua abitazione. La terra venne quindi ereditata da Edward Hill III nel 1700. L'unico figlio di Edward Hill III, Edward Hill IV, morì a 16 anni di tubercolosi senza aver avuto eredi maschi. La proprietà passò quindi alla figlia minore di Edward Hill III, Elizabeth, la quale sposò John Carter (figlio primogenito di Robert "King" Carter), nell'ottobre del 1723. La costruzione dell'attuale magione iniziò nel 1723 circa. La "Great House" venne completata nel 1738 e collocata nei pressi della casa originaria costruita dagli Hills che divenne nota col nome di "Hill House". La Hill House rimase in piedi sino agli anni '60 dell'Ottocento, quando venne demolita ed il materiale da costruzione venne impiegato per costruire la residenza della tenuta di Upper Shirley.
La casa rimase occupata dalla famiglia Carter dal 1738 per otto generazioni. Fu a Shirley che Anne Hill Carter nacque, e che il 18 giugno 1793 sposò Henry "Light Horse Harry" Lee. La coppia fu poi genitrice del generale confederato Robert E. Lee.
La casa si trova in gran parte come nel progetto originale, ed ancora oggi è proprietà dei discendenti di Edward Hill I. La casa è stata posta nel National Register nel 1969 ed è stata riconosciuta come National Historic Landmark nel 1970. I piani superiori sono occupati dai membri della famiglia, mentre il piano inferiore è adibito a museo.

## Architettura

### Esterno
La casa, organizzata su tre piani, è costruita in stile georgiano con mattoni rossi e cornici bianche, il tutto a pianta quadrata. L'ingresso è delineato da un portico con colonne doriche che supportano nella parte superiore una balconata, sopra la quale si trova un frontone triangolare. La porta d'ingresso è decorata da un paio di finestre rettangolari ai lati. Il tetto è poggia su una trabeazione con dentelli. Il tetto è interrotto da alcuni abbaini e da due grandi canne fumarie in mattoni. Al centro del tetto si trova un piedistallo bianco che sostiene una pigna in pietra.
La casa è circondata da diverse strutture di supporto tra cui due cucine esterne e le abitazioni degli schiavi, una lavanderia a due locali, un locale di affumicazione, delle stalle, una ghiacciaia, un grande magazzino ed una piccionaia.